# Bhp
Bhp (dawniej Bipa) – według oznaczeń PKP seria osobowych piętrowych wagonów kolejowych, budowanych w zakładach VEB Waggonbau Görlitz w latach 1959–1977. Pojazd bazował na rozwiązaniach przedwojennych, ale był dość nowoczesną konstrukcją. Był charakterystycznym pojazdem w krajach socjalistycznych. Eksploatowany do niedawna w pociągach na lokalnych liniach o sporym ruchu pasażerskim, w przeszłości – również w pociągach pospiesznych. 17 czerwca 2018 roku ostatni czynny zestaw po raz ostatni przewiózł pasażerów, obsługując pociąg Tur relacji Chojnice - Hel - Chojnice.

## Historia

### Pierwsze wagony piętrowe
Pierwsze wagony piętrowe były budowane już w XIX wieku. Służyły głównie w ruchu podmiejskim. Ich zaletą była duża pojemność bez zwiększania długości składu. Pierwszymi kolejowymi wagonami piętrowymi eksploatowanymi na dzisiejszych ziemiach polskich były dwa piętrowe wagony silnikowe systemu Thomasa z 1883 należące do Kolei Oleśnicko-Gnieźnieńskiej. Pierwszym wagonem piętrowym eksploatowanym przez polskie koleje był wagon oznaczony jako Breslau 970, który w 1912 roku podczas modernizacji został przekazany z berlińskiej kolei miejskiej do dyrekcji wrocławskiej, a po I wojnie światowej został wpisany na inwentarz polskich kolei i otrzymał numer 11344 BC. W 1931 roku został skasowany. Pierwsze wagony piętrowe wytworzone na obecnych ziemiach polskich powstały w 1936 w Linke-Hofmann-Busch we Wrocławiu jako pierwsze dwuczłonowe zespoły wagonów piętrowych, eksploatowane przez Lübeck-Büchener Eisenbahn. Były eksploatowane przez koleje zachodnioniemieckie do 1977 roku.

### Geneza
Po II wojnie światowej kraje socjalistyczne, a zwłaszcza NRD, potrzebowały dużej liczby wagonów do ruchu podmiejskiego, szczególnie w aglomeracjach przemysłowych, takich jak Górnośląski Okręg Przemysłowy. Duży ruch podmiejski oraz niedostatki węgla do parowozów powodowały, że składy musiały być jak najbardziej pojemne, a ograniczona długość peronów powodowała, że powstała koncepcja wagonów piętrowych.

### Projekt i produkcja
W projekcie wykorzystano przedwojenne konstrukcje wagonów piętrowych, jednakże zamiast dwóch członów zdecydowano się na cztery, co spowodowało zwiększenie liczby miejsc w zespole. Produkcję nowych wagonów rozpoczęto w znacjonalizowanych zakładach VEB Waggonbau Görlitz (wcześniej WUMAG Görlitz). Wagony były używane wyłącznie przez kolej wschodnioniemiecką, w obsłudze aglomeracji berlińskiej.
Pierwszy egzemplarz, mający jeszcze prototypowy układ drewnianych siedzeń wyjechał z fabryki 13 lutego 1952 roku. Na górnym pokładzie był układ 2+3 (w jednym rzędzie w poprzek wagonu znajdowały się dwie ławki rozdzielone przejściem: jedna miała dwa, druga – trzy miejsca). Na dolnym pokładzie duże ławki umieszczono wzdłuż ścian bocznych i na środku, pasażerowie siedzieli bokiem do kierunku jazdy (schemat stosowany współcześnie jedynie w miejscach dla podróżnych z większym bagażem i rowerami oraz niektórych szynobusach, np. SA103). W 1953 roku układ 2+3 zastosowano również na dolnym pokładzie. Drewniane ławki zastąpiono siedzeniami półmiękkimi. W nowszych modelach pojawił się układ 2+2.
W 1954 roku rozpoczęto produkcję zespołów dwuwagonowych. Po zlikwidowaniu trzeciej klasy w 1955 roku wagony zostały przekwalifikowane na klasę drugą. W 1959 roku, po zaopatrzeniu krajowego taboru, zespoły te były eksportowane do innych krajów socjalistycznych, w tym do PRL, gdzie przemalowano je analogicznie do tych w NRD: z wielką nazwą przewoźnika na pasie pomiędzy oknami dwóch poziomów. Od 1970 roku rozpoczęto produkcję wagonów wraz z członem sterowniczym.

## Eksploatacja

### DR

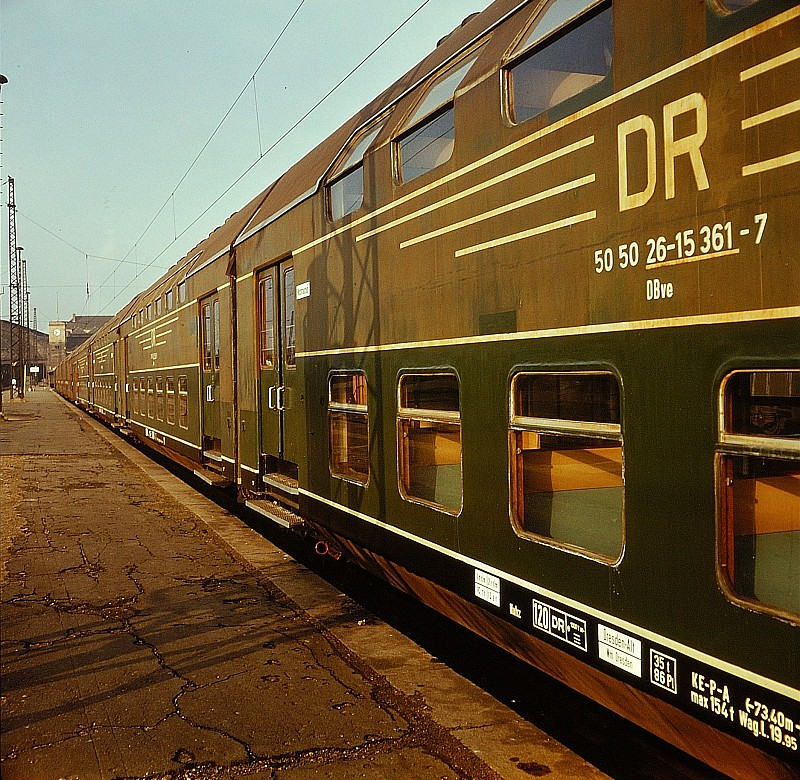
Wagon Bipa w malowaniu DR

Pierwsze zespoły Bhp były eksploatowane w kolejach wschodnioniemieckich, początkowo do obsługi linii kolejowych w Berlinie. Koleje DR używały również tych wagonów w systemie push-pull.

### Polska

#### Dostawy i początki eksploatacji
Wagony Bhp zostały dostarczone w pierwszej kolejności dla GOP – obszaru o szczególnie wielkim natężeniu ruchu: często zdarzało się, że w jednym składzie jechały dwa zespoły wagonów piętrowych. Z czasem jednak pojawiły się także w DOKP Warszawa (od lutego 1968 roku), Lublin (od czerwca 1967 roku), Kraków (od października 1966 roku), Gdańsk (od marca 1968 roku), Poznań (od października 1961 roku), Wrocław (od sierpnia 1966 roku) oraz Szczecin (od czerwca 1967 roku). Wagony te były prowadzone przez wszystkie rodzaje trakcji, zarówno przez parowozy, spalinowozy, jak i elektrowozy.
Początki eksploatacji pokazały wady tych zespołów, między innymi tylko dwie toalety na jednostkę mającą ponad 800 miejsc (szczególnie jeśli składy te były wykorzystywane do ruchu regionalnego, a nie podmiejskiego). W celu rozwiązania tego problemu wygospodarowano miejsce na niewielkie toalety w środkowych członach pod schodami. Zmieniono także układ siedzeń na 2+2, co spowodowało zwiększenie pojemności, gdyż wzrosła liczba miejsc stojących.
Łącznie w latach 1959–1977 sprowadzono z Görlitz 473 zespoły czterowagonowe oraz 57 wagonów zapasowych (razem 1949 pojedynczych członów). Wagony otrzymały oznaczenie literowe Bipa. Potocznie zaczęto je nazywać bipami.

#### PKP
W PKP zespoły Bhp były początkowo używane w ruchu podmiejskim, głównie na Górnym Śląsku, z czasem – w ruchu regionalnym (np. relacja Katowice – Wisła Głębce – Katowice, Opole - Nysa - Opole, Opole - Kluczbork - Opole), a nawet pospiesznym. Początkowo wykorzystywano składy czterowagonowe. Jednak z powodu oszczędności (wymieniano tylko uszkodzone człony skrajne) pojawiały się składy trzy-, a nawet dwuwagonowe.

#### Modernizacje
Już w pierwszych latach eksploatacji dokonano pierwszych modernizacji wagonów: dodano toalety, zmieniono układ siedzeń, dodano półki na górnym pokładzie, zrezygnowano z dużego napisu POLSKIE KOLEJE PAŃSTWOWE na rzecz niewielkiego PKP. W 1971 roku doszły napisy według standardu UIC. Przeniesiono je z okolic drzwi na środek ściany bocznej. Zmieniono również oznaczenia na ostoi. W 1974 roku opływowe dachy na końcach zespołu zastąpiono prostymi. Po zmianach czoła z pierwotnych trzech okien (od WC, przedziału służbowego i radiowęzła) zostało tylko jedno – od przedziału służbowego. Dodano też wymagane przez nowe przepisy światła końca pociągu. Znajdowały się one wyżej niż w standardowych wagonach.

#### Przewozy Regionalne

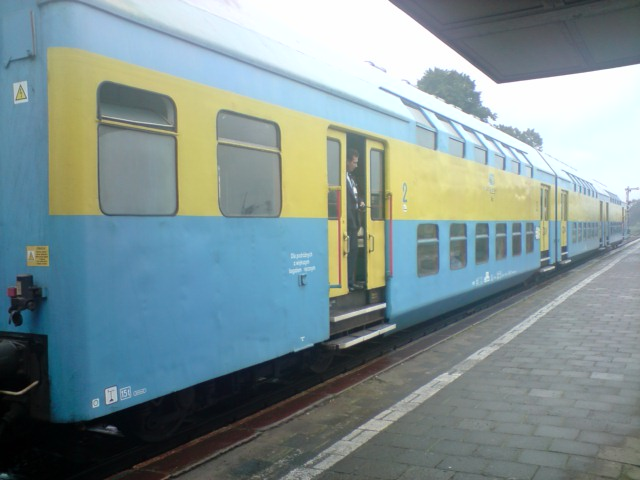
Bipa w żółto-niebieskim malowaniu PKP Przewozy Regionalne

Po powstaniu grupy PKP działającej jako wiele spółek, zespoły wagonów Bhp zostały przydzielone do Przewozów Regionalnych. W tym czasie przemalowano je z koloru oliwkowego (w praktyce od zielonego do prawie czarnego) na pomarańczowo-żółty. Remontem wagonów Bhp zajmowały się głównie Zakłady Naprawcze Taboru Kolejowego w Pruszkowie, a później Pesa w Bydgoszczy.
Od 2004 roku wagony Bhp przemalowano na kolor żółto-niebieski, analogicznie do wagonów Bdhpumn.
W 2009 roku niektóre egzemplarze zostały odnowione (przywrócono im między innymi historyczne oliwkowe barwy) i przekazane do Gdyni i Poznania. Natomiast większość wagonów skierowano do Torunia.
Od listopada 2010 roku Bipy można było spotkać na trasach pociągów Regio (osobowych) w Wielkopolsce, m.in. Poznań – Leszno; Poznań – Krzyż; Gniezno – Leszno; Poznań – Wolsztyn.

#### Kres eksploatacji

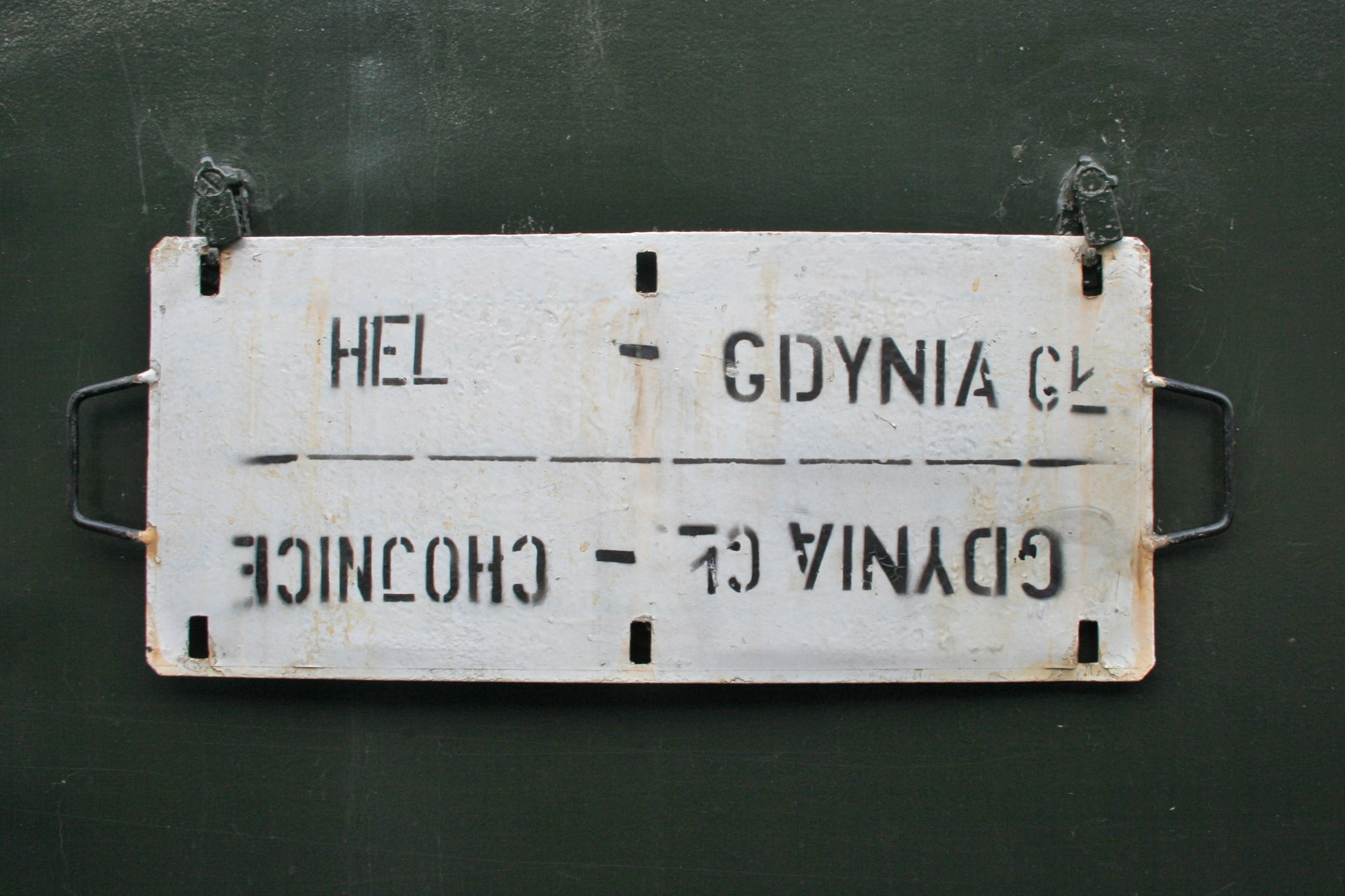
Tablica kierunkowa Hel – Gdynia Główna (2010)

Ostatnim rejonem eksploatacji zestawów były silnie obciążone ruchem pasażerskim niezelektryfikowane linie na Pomorzu Gdańskim (relacja Chojnice – Gdynia Główna (w sezonie letnim do stacji Hel). Część została odrestaurowana i była używana w składach retro, zwłaszcza przy pociągach planowych prowadzonych trakcją parową między Poznaniem i Wolsztynem; kres tejże krótkiej eksploatacji jednak położył brak możliwości przyjęcia takowego składu przez spółkę, którą wokół wolsztyńskiej parowozowni chciano otworzyć. Jedyny zachowany egzemplarz dwuczłonowy dziś znajduje się w posiadaniu skansenu kolejowego w Pyskowicach.

### CFR
Wagony Bhp są eksploatowane w kolejach rumuńskich pod nazwą Acvila TE. Początkowo, tak jak w innych krajach, służyły jedynie w lokalnym ruchu. Z czasem część wagonów przebudowano: w jednym z końcowych znajdował się przedział pierwszej klasy. Obecnie niektóre mają nie tylko przedział pierwszej klasy (jako jedyny zarząd na świecie), ale także barowy, dodatkowo zastosowano drzwi odskokowo-przesuwne zamiast typowych przesuwnych. Okna zostały wymienione na stałe. Po przebudowie są używane w składach intercity, nie ustępując komfortem wagonom przewoźników intercity z innych krajów. Ze względów ekonomicznych modernizowanie tych zespołów w porównaniu do zakupów nowych wagonów Bombardiera (takich, jakie służą w Kolejach Mazowieckich) nie jest opłacalne.

### ČSD

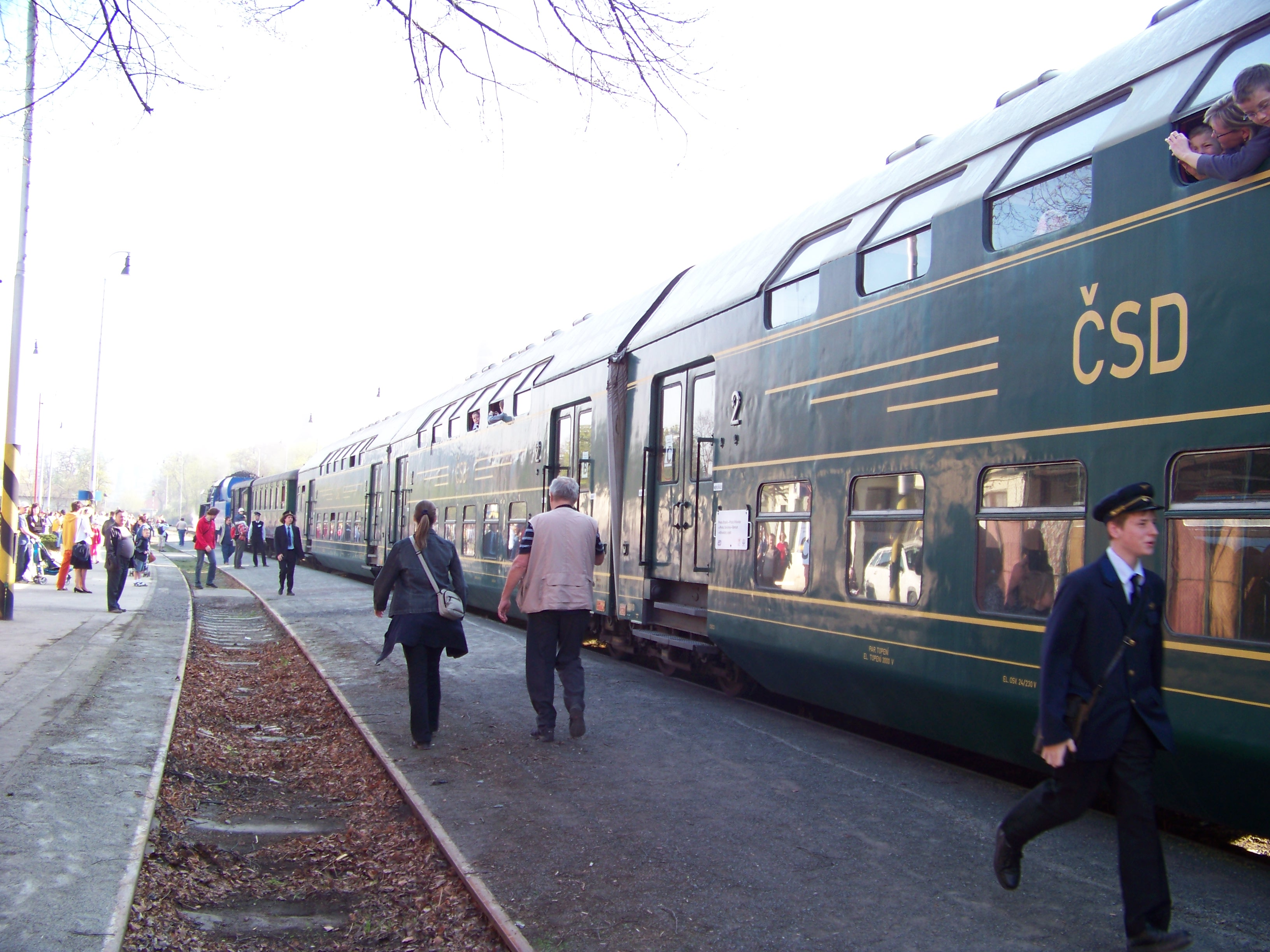
Wagon w barwach Czechosłowackich Kolei

Pierwsze 20 zespołów wagonów trafiło w 1961 roku do Czechosłowacji, gdzie nadano im oznaczenie Bp. W 1965 roku ČSD dostały kolejną partię 30 wagonów, w 1976 zakupiły jeszcze 50 zmodernizowanych zespołów, które początkowo eksploatowano w obsłudze ruchu podmiejskiego w Pradze. Z czasem wagony trafiły również na Słowację. W 1983 roku zmieniono oznaczenie na Bpjoz. Wagony te obecnie nie są eksploatowane przez České dráhy.

### MÁV
Zespoły Bhp były eksploatowane również na terenie Węgier.

## Konstrukcja

### Układ zespołu
Wagony Bhp są eksploatowane jedynie w zespole, składającym się z czterech, trzech lub dwóch wagonów, przy czym dwa skrajne są wagonami końcowymi. Pomiędzy nimi mogą być doczepione wagony środkowe. Nie ma możliwości eksploatowania składu złożonego inaczej.
Wagony skrajne mają wózki dwuosiowe, skrętne na jednym z końców składu, oraz wspólny z sąsiednim członem trzyosiowy wózek Jakobsa. Człon środkowy opiera się jedynie na dwóch wspólnych z sąsiednimi członami wózkach Jakobsa. W przypadku zespołu czteroczłonowego układ osi to 2-3-3-3-2, w wersji dwuczłonowej zaś 2-3-2. Wagony są rozłączalne tylko w warunkach warsztatowych. Układ zespołu nie pozwala na bezpośrednie przechodzenie z jednego zespołu do drugiego, jednakże jest możliwe przechodzenie z jednego wagonu do sąsiednich w ramach tego samego zespołu.

### Wózki
Wózki pomiędzy członami są zbudowane w systemie Jakobsa, co pozwala na zmniejszenie ich liczby. Na wózku środkowym (rozstaw osi wynosi 1800 mm, a średnica kół tocznych w nim użytych – 940 mm), środkowy zestaw kołowy ma symetrycznie podcięte obrzeża po 10 mm. Taki zabieg pozwala na lepsze i bezpieczniejsze wpisywanie się 3 osiowego wózka w łuki i rozjazdy. Ostoja wózków zbudowana jest z ceowników i blachy walcowanej.
Wózki skrajne są dwuosiowe i są podobne do wózków stosowanych w innych wagonach. Rozstaw osi wynosi 3000 mm. W pierwszych wersjach na wózku skrajnym zamocowana była prądnica. Wagony te już jako jedyne w Polsce mają prądnice z przekładnią pasową.

### Hamulce
Pierwsze jednostki posiadały hamulce systemu Knorra, typu Hikp1, wyposażone w nastawiacze SAB. Działanie hamulców zapewniały cylindry hamulcowe (12-calowy na wózkach skrajnym i po dwa 10-calowe na wózkach Jakobsa). Po 1974 roku dostarczone jednostki z hamulcami Oerlikona. Hamulce były sterowane wyłącznie z lokomotywy, ich system pozwalał na łączenie z innymi wagonami tak, by i one podczas użycia hamulca zespolonego zadziałały. Dodatkowo jednostkę wyposażono w hamulce ręczne postojowe, znajdujące się w przedziałach służbowych, oraz w hamulce awaryjne, których podczas sytuacji niebezpiecznej mogą użyć pasażerowie.

### Pudła wagonów
Wagony są piętrowe, zbudowane ze stali. Ramę wykonano z zespawanych ze sobą walcowanych kształtowników. Do szkieletu dospawane są wykonane z blachy pokrycia zewnętrzne. Podłogi wyłożone są zakonserwowanymi smołą deskami o grubości 2 cm (w przedsionkach 2,5 cm), pokrytymi linoleum. Ściany i sufit od wewnątrz są wypełnione filcem, który stanowi izolację termiczną i akustyczną, a następnie pokryte płytami pilśniowymi, pomalowanymi na kolor kości słoniowej. Miejsca łączeń płyt zakryte są lakierowanymi listewkami z drewna bukowego.

### Wnętrze

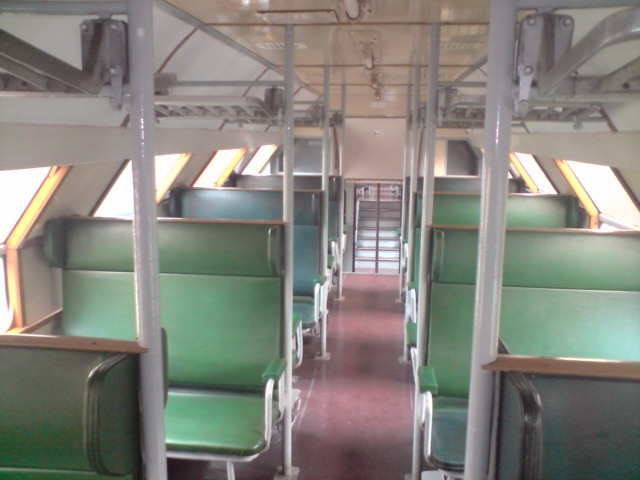
Górny pokład

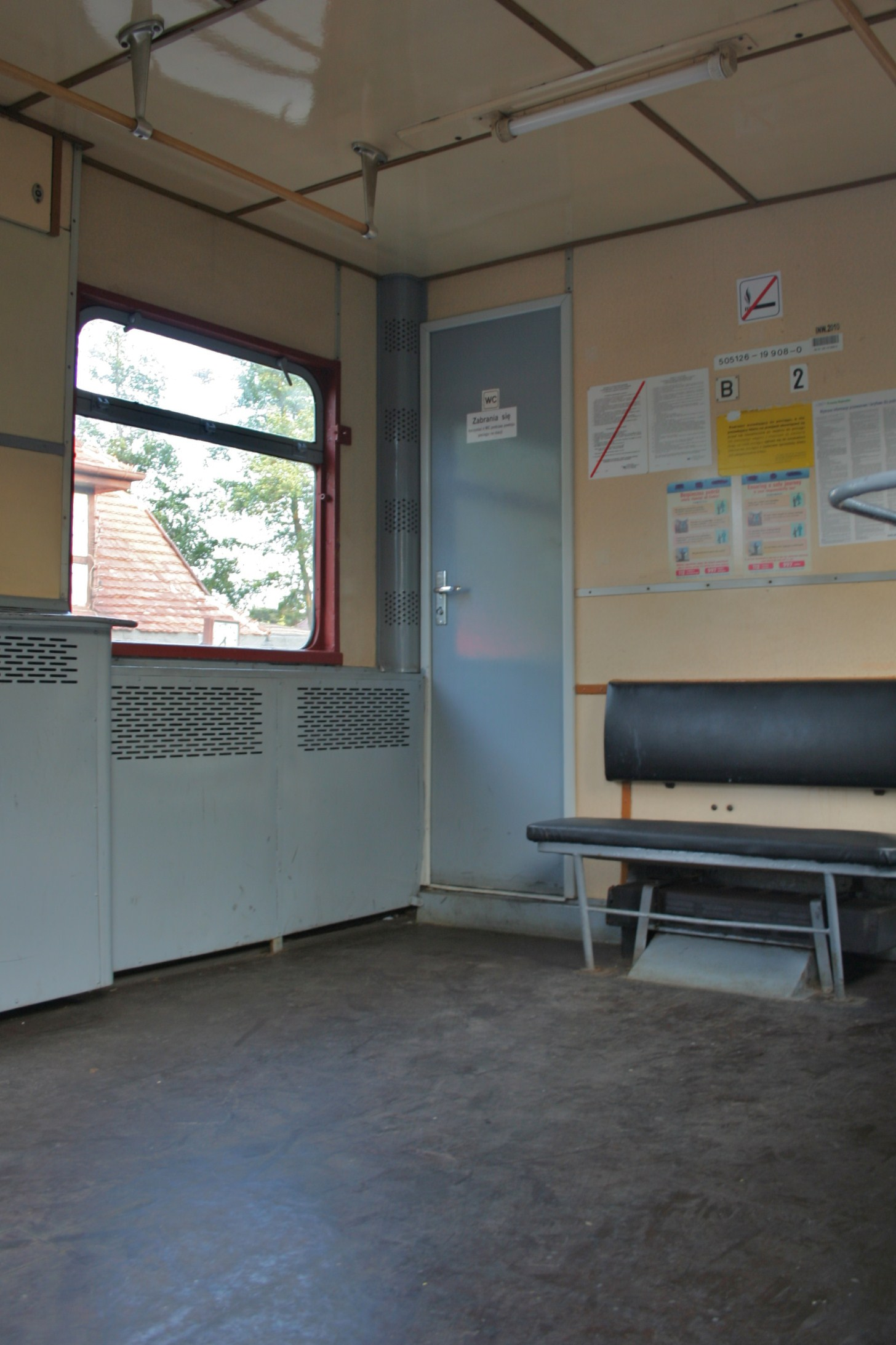
Przedsionek dla podróżnych z większym bagażem ręcznym

#### Pokłady z miejscami siedzącymi
Wnętrze jest bezprzedziałowe, zastosowany w nich obecnie układ siedzeń to 2+2. Wcześniej był układ 2+3, którego zaniechano ze względu na zwiększenie wymiany pasażerów (szczególnie w ruchu podmiejskim). Dzięki wzroście liczby miejsc stojących zwiększono pojemność wagonu.
Dojście do pokładów zapewniają schody w przedsionkach. Na końcach znajdują się toalety oraz przedziały służbowe. Dodatkowe toalety zostały zamontowane pod klatkami schodowymi członów środkowych w nowszych wagonach.
Ze względu na to, że schody są szersze niż korytarz na górnym pokładzie, siedzenia przy schodach są pojedyncze, ale nieco szersze niż połowa normalnej kanapy.
Na dolnym pokładzie, w okolicy schodów, zachodzi również zaburzenie klasycznego układu miejsc. Na środku, przy szafce elektrycznej pod schodami na górny poziom, znajduje się kanapa dwuosobowa bez oparcia, dalej od schodów – miejsca pojedyncze, do których można dostać się zarówno prostopadle, jak i równolegle do kierunku jazdy. Miejsca te, oznaczone tabliczkami, przeznaczone są dla osób niepełnosprawnych.

#### Toalety
Mimo że wagony zaprojektowano do ruchu podmiejskiego, zostały wyposażone w toalety mające otwarty układ WC. Początkowo były umieszczone na krańcach wagonów, lecz od 1961 roku były montowane również pod schodami w członach środkowych.

#### Przedsionki
Każdy z członów posiada dwa duże przedsionki, przy których znajdują się schody do obu pokładów. Schody środkowe prowadzą na górny pokład, a po bokach są schody prowadzące na dolny pokład. Do przedsionków można wejść z zewnątrz przez dwuskrzydłowe przesuwne drzwi o szerokości aż 175 cm. Drzwi nie posiadają blokad, więc mogą być otwierane również w czasie jazdy pociągu. Sprzęgnięto oba skrzydła drzwi (ruch jednego skrzydła powoduje ruch drugiego w przeciwnym kierunku; podobnie działają drzwi w przejściach międzywagonowych). W skrajnych przedsionkach znajdują się miejsca dla podróżnych z większym bagażem ręcznym, obecnie często używane do przewozu rowerów. W przedsionkach znajdują się poręcze ułatwiające podróż pasażerom stojącym.

### Okna
Okna w górnym pokładzie są łamane. Górna część okna jest stała. Dolna w co drugim oknie jest opuszczana za pomocą mechanizmu, sterowanego pokrętłem z korbką, znanym z samochodów.
Okna na dolnym pokładzie, w krańcowych przedsionkach i toaletach są również dwuczęściowe. Część dolna jest stała, natomiast część górna – uchylna i posiada blokadę, która umożliwia położenie ich w jednej pozycji odchylenia. Blokada umożliwia też otwarcie okna do końca zasięgu. Górna część została skonstruowana w taki sposób, żeby uniemożliwić wychylanie się. Dlatego okna na dolnym pokładzie mogą służyć jedynie do wentylacji składu. W przedziale służbowym okna przednie są stałe, natomiast boczne są jednoczęściowe obsuwane od góry, tak aby umożliwić kierownikowi dawanie sygnałów.

### Cięgła i zderzaki

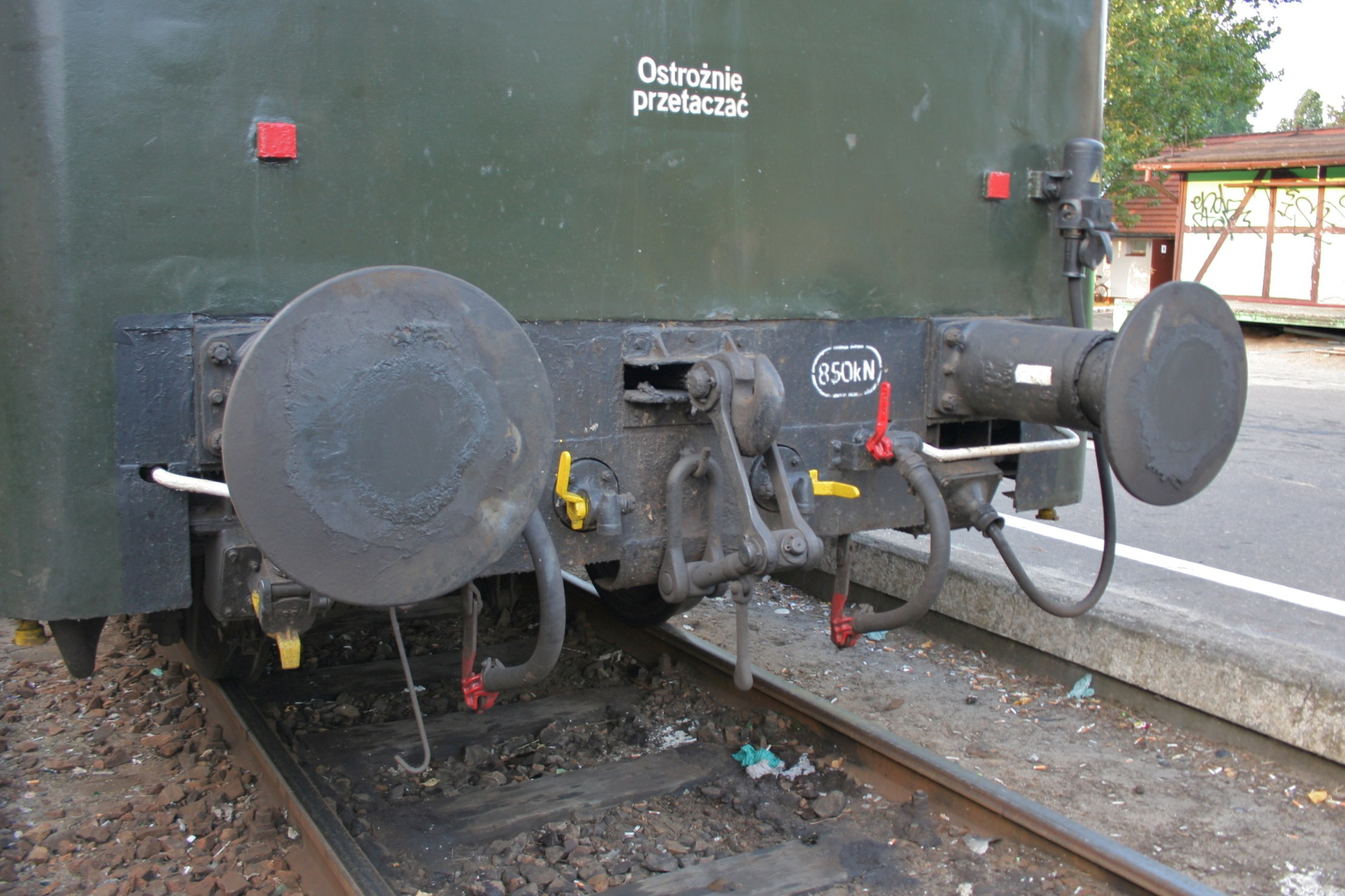
Zderzaki

Wagony mają klasyczne cięgła śrubowe o wytrzymałości 85 Mg. Pozwalają one na spinanie składu ze wszystkimi typami normalnotorowych lokomotyw w Polsce.
Zderzaki są okrągłe, mają średnice tarcz 500 mm. Wyposażone są w sprężyny w systemie Uerdingena, które umożliwiają bezpieczne wgniecenie zderzaka na 110 mm. Siła, potrzebna do maksymalnego dopchnięcia tarczy do wagonu, wynosi 320 kN.

### Instalacja elektryczna
Wagony posiadają instalację elektryczną 24 V, służącą do oświetlania wagonu, oraz instalację 3 kV, służącą do ogrzewania.

#### Instalacja 24V
Każdy wagon jest zaopatrzony w trzy akumulatory kwasowe o pojemności 325 Ah (pojemność całkowita wynosi 975 Ah). Wagony są zasilane z trzech prądnic o mocy 2,5 kW. Zamontowane są na dwóch wózkach. Prądnice działają podczas jazdy. Czas naładowania całkowicie wyładowanych baterii wynosi około 3 godz. 10 min.
Wagon jest oświetlany za pomocą świetlówek fluorescencyjnych (zasilanych z indywidualnych przekształtników) i żarówek. W wybranych egzemplarzach, w których był montowany radiowęzeł, stosowano dodatkową niezależną prądnicę wyłącznie na potrzeby radiowęzła.

#### Instalacja 3000V
Do ogrzewania składu służyły konwekcyjne grzejniki elektryczne zasilane prądem stałym o napięciu 3 kV. Prąd do ogrzewania był pobierany z lokomotywy z prądnicą grzewczą bądź przewodu jezdnego za pomocą łącza wysokiego napięcia. Ogrzewanie miało początkowo moc 42 kW w członach skrajnych i 39,75 kW w członach środkowych. Łączna moc w całym zespole wynosiła 164,5 kW. Z czasem w Polsce zaczęto montować słabsze ogrzewanie o mocy 37,5 kW w członach skrajnych i 35,2 kW w członach środkowych. Dawało to moc dla całego zespołu 145,4 kW.

### Ogrzewanie parowe
W wagonach było zainstalowane wydajne niskoprężne konwekcyjne ogrzewanie parowe. System ten wymagał podłączenia do lokomotywy wyposażonej w źródło pary, np. parowozy oraz SP42, SP45 i był powszechnie wykorzystywany na liniach niezelektryfikowanych do końca lat 80.

## Oznakowanie literowe
Początkowo, kiedy wagony pojawiły się na PKP, nosiły oznaczenie Bipa. Poszczególne litery oznaczały:
- B – wagon drugiej klasy,
- i – wagon bezprzedziałowy z korytarzem przez środek wagonu,
- p – wagon piętrowy,
- a – zespół wagonów o układzie osi 2-3-3-3-2 (jedyny pojazd, mający tę literę na PKP).

Obecnie wagony są oznaczane skrótem Bhp, gdzie:
- B – wagon drugiej klasy,
- h, p (oznaczenie nowe) – wagon bezprzedziałowy z korytarzem przez środek wagonu,
- p, x (oznaczenie nowe) – wagon piętrowy.

W oznaczeniu wagonu współcześnie nie występuje żadna litera, określająca układ osi w zespole wagonów.

## Wersje
Powstały dwie główne wersje wagonów Bhp:
- starsza (lata 1959–1974) ze ściętymi końcami i układem miejsc 3+2,
- nowsza (po 1974 roku) z prostymi końcami i układem siedzeń 2+2.

Dodatkowo nowsza wersja posiada toalety w środkowych wagonach pod schodami. Wagony też nieznacznie różnią się umiejscowieniem prądnicy, aparaturą nagłaśniającą oraz długością poręczy. Na kolejach wschodnioniemieckich była stosowana również wersja z kabiną sterowniczą do stosowania w systemie push-pull.